# Objectif 2030
Objectif 2030 est une initiative mise en place par l'Organisation internationale de la francophonie (OIF) à travers son organe subsidiaire, l'Institut de la francophonie pour le développement durable (IFDD), et sa représentation permanente auprès des Nations unies à New York pour soutenir la mise en œuvre des objectifs de développement durable dans l'espace francophone. Dédiée aux acteurs non étatiques, elle vise à favoriser des progrès concrets en matière de développement durable par l'information, l'appui aux actions et solutions novatrices qui allient inclusion sociale, progrès économique et protection de la planète de même que le partage de bonnes pratiques.

## Historique
L'initiative est lancée en marge du Sommet des Nations unies sur le développement durable qui s'est tenu du 25 au 27 septembre 2015 au Siège de l’ONU à New York dans le cadre d'une concertation francophone organisée le 28 septembre 2015 avec plus de 260 participants provenant d’une quarantaine d’États et gouvernements, de l’Assemblée parlementaire de la Francophonie, des organisations internationales et de la société civile,.

## Description
Composante du programme Maîtrise des outils de gestion de l'environnement pour le développement (MOGED), l'initiative Objectif 2030 vise à construire et renforcer un mouvement citoyen engagé pour contribuer à la mise en œuvre du Programme de développement durable à l'Horizon 2030 des Nations unies. Cela passe par un renforcement de l'accès à l'information pour les acteurs de la société civile ainsi que de leurs capacités à générer des projets de développement durable. Articulée autour d'une plateforme numérique, l’initiative se décline en trois composantes :
- une série de six cours en ligne ouverts et massifs (CLOM ou MOOC en anglais) pour former et sensibiliser les populations aux enjeux du développement durable et de la gestion de l'environnement. Ils donnent aux apprenants la possibilité de comprendre et d’analyser les enjeux et actions du développement durable, de l'économie de l'environnement, du droit de l'environnement, des évaluations environnementales et sociales, des métiers de l'environnement et des technologies de l'environnement. Des sessions de formation sont organisées chaque année.
- un outil participatif de financement et d’appui technique qui soutient des projets de développement durable et crée des communautés de solutions autour d’elles[7]. Un appel à projets est organisé chaque année et ceux qui répondent aux critères de sélections sont publiés sur la plateforme. Les utilisateurs de la plateforme peuvent ensuite collaborer de plusieurs façons : don financier, mobilisation des ressources, bénévolat, partage d’informations et de bonnes pratiques ...
- un espace de présentation et de capitalisation des projets les plus intéressants qui permet la diffusion d’études de cas et de reportages audiovisuels montrant les progrès de développement générés de façon participative.

## Réalisations

### Formations
Dans le cadre de cette initiative, des sessions annuelles de formation en ligne sont organisées :

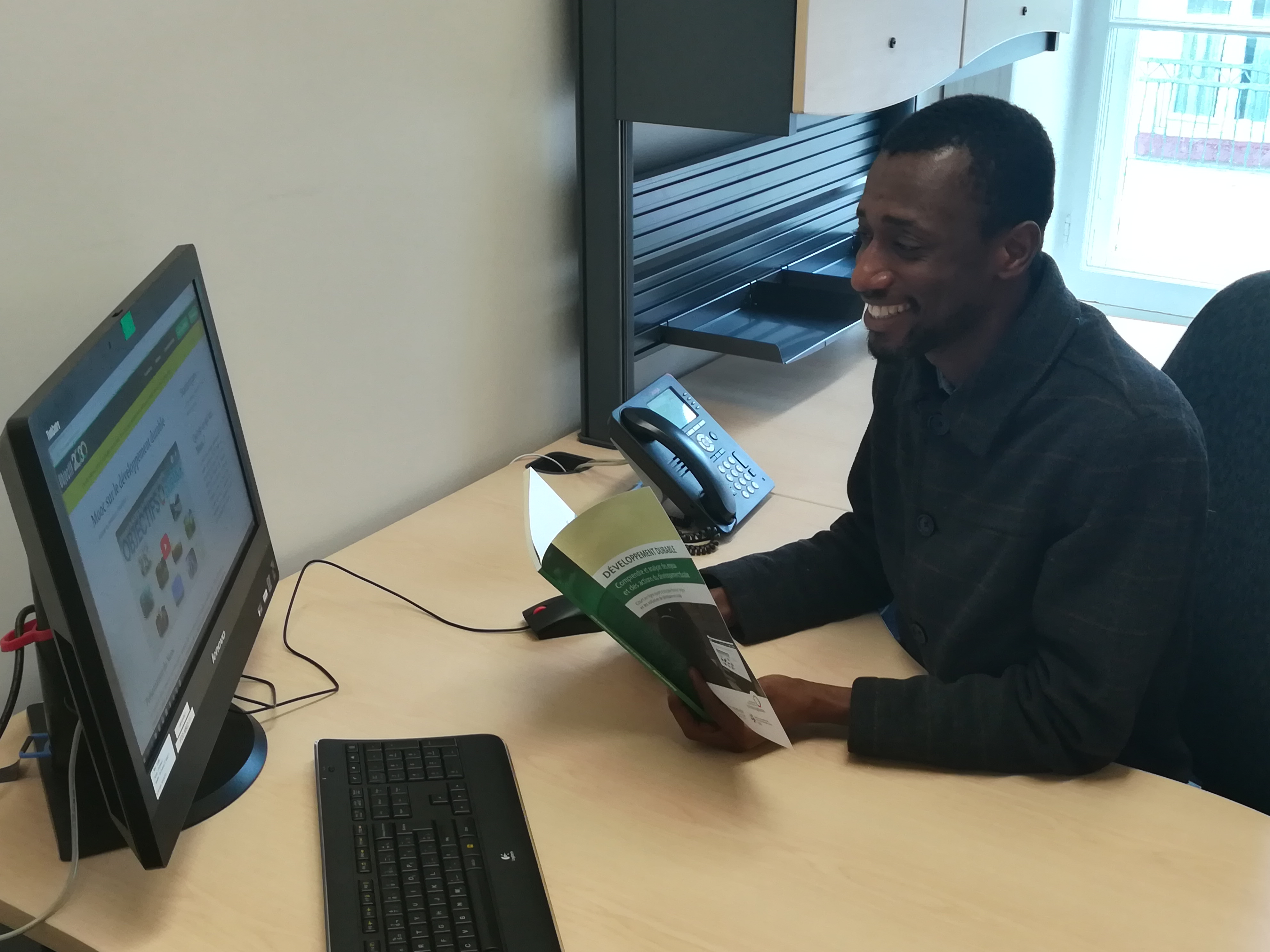
Session 2018 du Mooc de l'initiative

- Une 1re session de formation en ligne organisée en partenariat avec l'Université Senghor d'Alexandrie du 1er au 30 mars 2017 a permis de former 2600 acteurs francophones issus de 99 pays[8],[9],[10].
- Une 2e session de formation en ligne organisée du 12 février au 31 mars 2018 a permis de former 4600 acteurs francophones issus de 118 pays[11].
- Quatre sessions de formation en ligne organisées du 4 février au 8 décembre 2019 ont permis de former 37 824 acteurs francophones issus de plus de 53 pays[12].
- En 2020, quatre sessions de formation en ligne organisées du 3 février au 25 octobre 2020 ont permis de former 73 643 apprenants majoritairement originaires de 51 États et gouvernements membres de l’OIF[13],[14],[15],[16].
- En 2021, six sessions de formation en ligne organisées du 4 janvier au 19 décembre 2021 ont permis de former 94 974 apprenants majoritairement originaires de 49 États et gouvernements membres de l’OIF[17],[18].

### Appui aux actions de terrain
Un appui technique et financier est apporté pour la réalisation des projets concrets axés sur le développement durable:

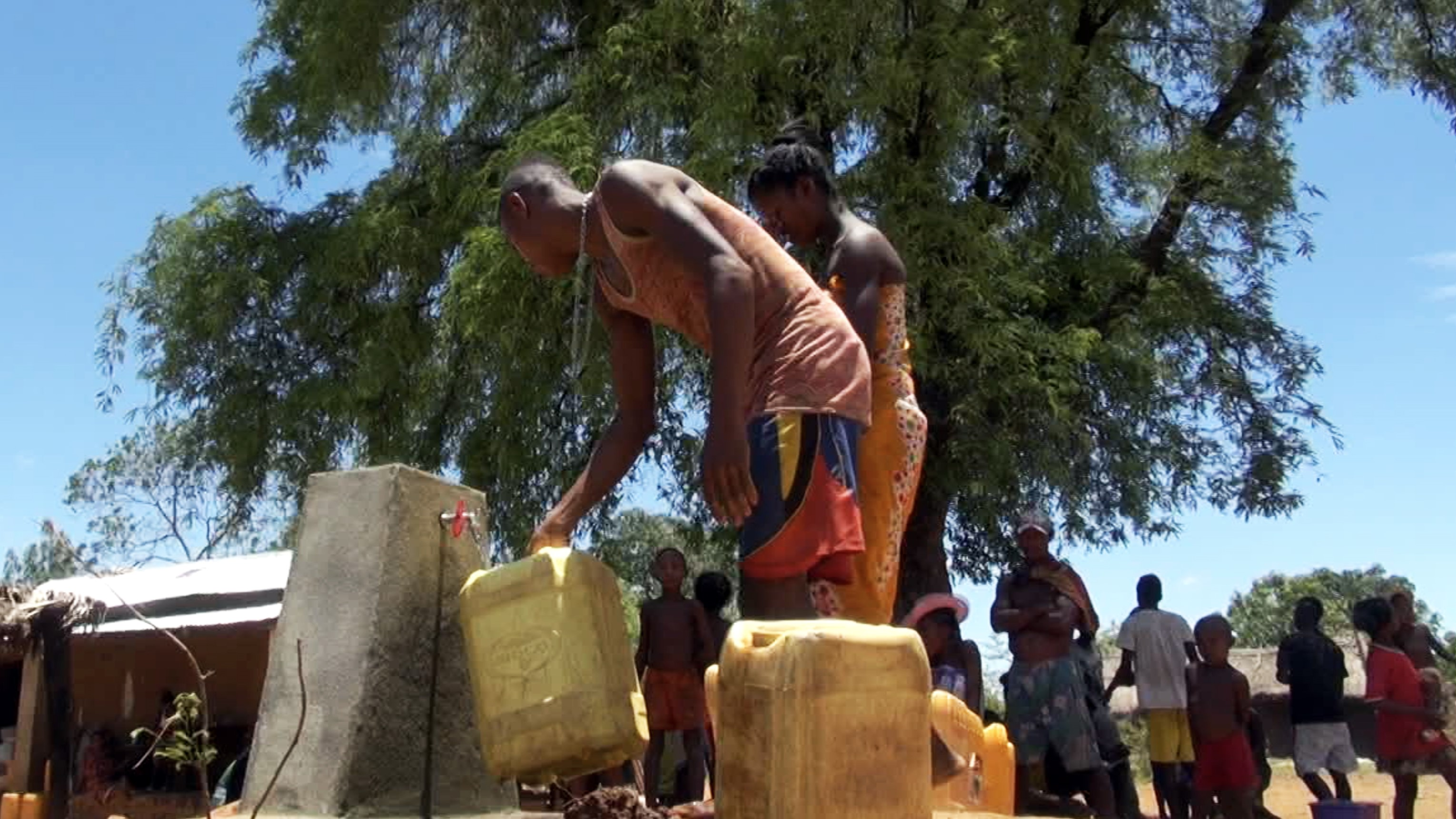
Adduction d'eau potable à Ambesisika

- En 2017, 213 projets ont été soumis sur la plateforme de l'initiative. 21 projets issus de 14 pays en faveur de 69 932 bénéficiaires ont bénéficié de l'outil participatif, parmi lesquels cinq projets citoyens au bénéfice de 8 508 personnes qui ont obtenu un financement de l'IFDD. Il s'agissait des projets "Développement d'une filière durable de karité dans la province de Sanguié (Burkina Faso)", "Mobilisation des cueilleurs de miel de Parawol pour la protection de l'environnement (Guinée)", "Adduction d'eau potable à Ambesisika (Madagascar)", "Unité de production des cure-dents écologiques dans la Commune rurale de Aoufous (Maroc)" et "Construction d'un micro barrage hydraulique villageois à Massenya (Tchad)"[7]. Par ailleurs, le projet "Professionnalisation de l’écotourisme pour la résilience des communautés locales face aux effets du changement climatique aux Comores" mis en œuvre par l'ONG Ulanga sur l'île de Ngazidja (Grande Comore) dans les localités de Hantsindzi et de Ourovéni obtient du programme Alliance Mondiale contre le changement climatique un financement à hauteur de 100 000 euros avec l'accompagnement technique et financier de l'initiative 2030[19].
- En 2018, 260 projets ont été soumis sur la plateforme de l'initiative. 35 projets ont bénéficié de l'outil participatif, parmi lesquels quatre projets citoyens au bénéfice de 14 150 personnes qui ont obtenu un financement de l'IFDD. Il s'agissait des projets "Production de poulets de chair grâce à l'assainissement écologique dans la commune de Bimbo (République centrafricaine)", "Énergie photovoltaïque pour la réduction de la pauvreté  au Burundi", "Autonomisation des femmes fumeuses de poisson sur le littoral au Bénin", "Pompage solaire au profit des populations agropastorales dans le District de Dikhil (Djibouti) ". Par ailleurs, le projet "Accompagnement technique de la commune rurale de Djirnda dans les îles Saloum au Sénégal, pour la mise en œuvre expérimentale d'une filière durable de pêche artisanale" est mis en œuvre par Enda Energie au Sénégal[20]

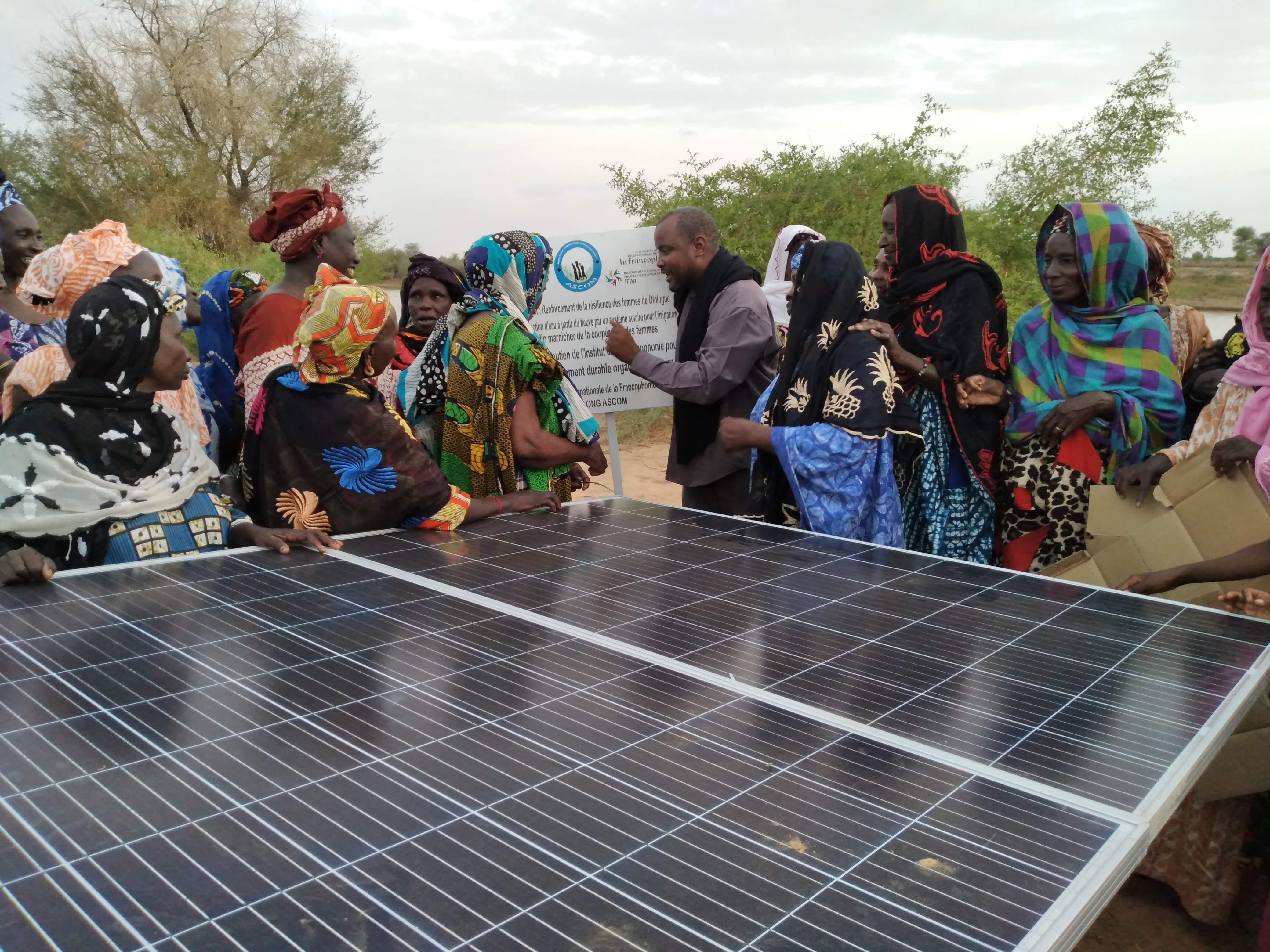
Installation d'une pompe solaire à Olologue

- En 2019, 314 projets ont été soumis sur la plateforme de l'initiative. 12 projets ont bénéficié de l'outil participatif, parmi lesquels trois projets citoyens au bénéfice de 3 200 personnes qui ont obtenu un financement de l'IFDD. Il s'agissait des projets "Agroforesterie au Niger", "Conversion des femmes productrices de charbon de bois en éleveuses de poules pondeuses au Congo", "Appui à la transition agroécologique des exploitations familiales agricoles du village de Sackbayémé (Cameroun)"[21].
- En 2020, 1779 projets ont été soumis. 19 projets ont été publiés sur la plateforme, parmi lesquels quatre projets citoyens au bénéfice de 5 671 personnes qui ont obtenu un financement de l'IFDD. Il s'agissait des projets "Récupération de la source Derejis et création d’espaces verts scolaires dans la communauté rurale de Roseaux (Haïti)", " Valorisation des déchets organiques du manioc dans la commune de Zè (Bénin)"[22], "Forêt comestible (Madagascar)" et "Renforcement de la résilience des femmes de Olologue en Mauritanie"[23].
- En 2021, 1052 projets ont été soumis. 23 projets ont été publiés sur la plateforme, parmi lesquels huit projets citoyens au bénéfice de 8110 personnes qui ont obtenu un financement de l'IFDD. Il s'agissait des projets "Aménagement des berges du fleuve Mono contre l’inondation à Dévé (Bénin)", " Élevage des aulacodes comme alternative au braconnage des espèces animales dans le village de Tobagne (Cameroun)", "Porc et poisson au pied de la mangrove (Guinée)", "Bandes, cercles verts et reprise des bosquets à Grande Colline (Haïti)", "Pisciculture intense en bassins intégrés à la culture du Moringa (Niger)", "Transformation et valorisation du typha: les femmes chaumières de Bango (Sénégal)", "Implantation d’une station de pompage photovoltaïque dans les oasis de Kébili en Tunisie" et "Bizerte, ville cyclable en Tunisie"[24].

### Information et communication
L'information et la communication permettent de soutenir la compréhension et l'action en faveur du développement. On citera:
- Un concours de journalisme organisé en 2016 sur les enjeux du développement a mobilisé une soixantaine de journalistes issus de 17 pays francophones. Les six meilleurs articles sur le développement durable ont été primés à l'occasion de l'adoption des objectifs de développement durable par les Nations unies[25],[26],[27]. Les douze articles ont été repris dans un magazine intitulé "Des plumes s'expriment sur le développement durable" et préfacé par Michaëlle Jean[28].
- Une table ronde intitulée "Porter l'ambition du Programme de développement durable à l'horizon 2030 au cœur des populations : quelles stratégies novatrices ?" a été organisée le 19 juillet 2017 en marge du Forum politique de haut niveau sur le développement durable des Nations unies. Elle a rassemblé une cinquantaine de participants et a été suivie à distance par un millier de personnes[7],[29].
- Une série de webreportages est diffusée en ligne. En 2018, cinq webreportages ont été publiées[30].
- Le 4 juin 2020, Radio France Internationale publie un reportage audio et un podcast sur Objectif 2030 intitulé "Oiseaux en péril, Mooc utile" dans le cadre son émission C'est pas du vent[31].

## Statistiques
Les statistiques clés de l'initiative sont les suivantes :
|       | Formation           | Formation               | Actions        | Actions           | Actions                 | Information                   | Information          |
| Année | Nombre d'apprenants | Nombre de pays couverts | Nombre de pays | Nombre de projets | Nombre de bénéficiaires | Nombre d'événements organisés | Nombre de reportages |
| 2017  | 2 600               | 99                      | 6              | 6                 | 13 508                  | 1                             | 0                    |
| 2018, | 4 600               | 118                     | 4              | 4                 | 14 150                  | 0                             | 5                    |
| 2019, | 37 824              | 53                      | 3              | 3                 | 3 200                   | 0                             | 3                    |
| 2020  | 73 643              | 53                      | 4              | 4                 | 5 671                   | 0                             | 8                    |
| 2021  | 94 974              | 49                      | 8              | 7                 | 8 110                   | 0                             | 0                    |